# موریانه
موریانه (نام علمی: Isoptera) حشرهای است از راسته سوسری‌ها (سوسک) (Isoptera)، بالاراستهٔ تورینه‌بالان (Dictyoptera).
موریانه‌ها حشراتی هستند که بدنی نرم دارند و به کندی حرکت می‌کنند به حکم طبیعت تا پایان عمر در دژ تاریکی که محل اجتماع آن‌هاست به سر می‌برند زیرا در روشنایی آفتاب و فضای باز یارای ایستادگی در برابر دشمنان بی‌شمار خود را ندارند.
موریانه‌ها خطرناک‌ترین موجودات برای سازه‌های چوبی هستند؛ زیرا، بدون ظاهر شدن و جلب توجه انسان، ممکن است سقفی را به کلی ویران کنند و خسارت‌های زیادی را به بار آورند. موریانه‌ها از نظر نوع زندگی به سه گروه عمده تقسیم می‌شوند.
- موریانه‌هایی که در زیر خاک زندگی می‌کنند.
- موریانه‌هایی که در درون چوب‌های خشک زندگی می‌کنند.
- موریانه‌هایی که در چوب‌های مرطوب زندگی می‌کنند.

موریانه‌های گروه اول همان‌طور که از اسم آن‌ها پیداست، در زیر خاک زندگی می‌کنند. وظیفه تأمین غذا و حفر تونل‌ها و دالان‌ها به عهده موریانه‌های سرباز و کارگر است که شباهت زیادی به مورچه‌های بالدار دارند. غذای اصلی آن‌ها عمدتاً سلولز است که به وسیله کارگران هنگام حفر تونل‌ها و دالان‌ها به دست می‌آید. این ماده هضم نشدنی با کمک تک یاخته‌ای‌هایی که در معدهٔ موریانه‌ها وجود دارد، تبدیل به ماده هضم شدنی می‌شود. این گروه از موریانه‌ها تقریباً به انواع سوزنی‌برگان و پهن‌برگان به استثنای چوب‌هایی درون سرخ‌چوب، سروتالاب و بعضی از کاج‌ها که از دوام طبیعی نسبتاً خوبی برخوردارند، حمله می‌کنند. آن‌ها با تونل‌هایی که در چوب ایجاد می‌کنند، به تدریج باعث تضعیف و کاهش مقاومت‌های مکانیکی چوب می‌شوند، و در نهایت تخریب ناگهانی آن را موجب می‌گردند.
موریانه‌ها، غالباً از طریق مجاری بسیار باریک، و مخفی وارد فونداسیون ساختمان می‌شوند و به وسیله پایه‌های چوبی که در تماس با خاک هستند یا از طریق تونل‌های زیرزمینی که معمولاً در زیر ساختمان حفر می‌شود، وارد ساختمان می‌شوند، و فعالیت تخریبی خود را آغاز می‌کنند.
موریانه‌ها حشراتی هستند اجتماعی که دو نوع از آن‌ها دیده می‌شود: یک نوع در داخل چوب‌های منازل زندگی می‌کنند و نوع دیگر مخصوص سرزمین‌های استوایی بوده و در بیابان‌ها برای خود مسکن می‌سازند و طول خانه‌هایشان گاهی به ۵ متر و قطرش به ۸ متر می‌رسد و بسیار هم سخت است، بطوری‌که با کلنگ هم شکسته نمی‌شود.
در حالت کلی موریانه‌ها، شاه، ملکه، شاهزاده، کارگر و سرباز دارند و اگر تپه آن‌ها را بشکافید همه این‌ها را از هم تشخیص خواهید داد. تعداد زیادی از موریانه‌ها با استفاده از چوب‌های جویده شده یا گل لانه‌های بزرگی درست می‌کنند. این لانه‌ها بسیار اصولی ساخته شده و برای ساخت آن هر موریانه وظیفه مشخصی دارد. معمولاً موریانه‌ها در درون لانه‌هایشان پنهان می‌شوند، ولی در صورتی که کسی مزاحم آن‌ها شود یا برای تشکیل اجتماع جدید قصد پرواز داشته باشند، از لانه‌هایشان بیرون می‌آیند.

## گوناگونی موریانه‌ها در هر دسته
امروزه در حدود دو هزار گونه موریانه در دنیا می‌شناسیم که در مناطق گرمسیر و نیمه‌گرمسیر فراوانند یکی از نمونه‌های بزرگ و معروف آن موریانه تپه‌سیاه است که در دماغه امید نیک آفریقای جنوبی به سر می‌برند. گونه دیگری که خیلی نزدیک به این نوع و دارای عادات مشابه است در آفریقا و همچنین در استرالیا و بعضی نواحی آمریکا و هندوستان و مالایا و کرانه‌های مدیترانه یافت می‌شود. البته به‌طور عمده در سراسر ایالات متحده آمریکا و نیز در قسمت جنوبی کانادا یافت می‌شود. در اروپا تا مناطق شمالی این قاره مثلاً تا پاریس و وین جای زیست موریانه است، اما پرشمارترین موریانه‌ها در مناطق باران‌خیز مدارگانی یافت می‌شوند.
در موریانه‌ها نیز مانند مورچه‌ها چند شکلی در هر دسته دیده می‌شود؛ یعنی در هر اجتماع موریانه تعداد زیادی موریانه‌های کارگر و و موریانه‌های مدافع یا سرباز موجود هستند. وظیفه کارگران تهیه غذا برای مجتمع است، یعنی چوب را می‌خورند و سپس گوارده آن را در اختیار دیگر موریانه‌ها قرار می‌دهند. سربازان بال ندارند، کور هم هستند، ولی با این وصف جنگجویان دلیری به‌شمار می‌روند. موریانه ملکه می‌تواند تا سی هزار تخم در یک روز بگذارد. او قادر به حرکت نیست و برای زنده ماندن کاملاً به موریانه‌های کارگر متکی است. بعضی از موریانه‌های ملکه می‌توانند تا ۵۰ سال زندگی کنند.

## ساختار بدن موریانه‌ها
بسیاری از مردم موریانه را با مورچه سفید اشتباه می‌گیرند. اگر چه موریانه‌ها نیز مانند مورچه‌ها جانورانی اجتماعی هستند، ولی به کلی با آن‌ها تفاوت دارند. موریانه کمری کلفت، رنگی روشن و شاخک‌های یکنواخت و خمیده دارد. شکل هر موریانه به نوع وظیفه‌اش در اجتماع موریانه‌ها، بستگی دارد. برای مثال کارگرانی که وظیفه غذا دادن و تمیز کردن ملکه را به عهده دارند، معمولاً کور بوده و بدون بال هستند و دستگاه تناسلی هم ندارند. فقط موریانه نر دارای ۴ بال است و بیش از چند روزی زندگی نمی‌کند، یعنی پس از جفت‌گیری با نر تنها فرد ماده (ملکه) است که در اجتماع موریانه‌ها زندگی می‌کند و دارای شکمی بزرگ است و کارش فقط تخم‌گذاری است.
در دستگاه گوارش موریانه‌ها که از چوب استفاده می‌کنند، عده‌ای از تک‌یاختگان از دسته تاژَک‌ها به نام «پلی‌ماستیژین» زندگی می‌کنند که با موریانه‌ها زندگی اشتراکی دارند، بدین شیوه که این تک‌سلولی‌ها دیاستازی به نام سلولاز ترشح می‌کنند که موجب گواردن و نرم شدن چوب‌ها می‌شود و در این حالت موریانه‌ها چوب‌های نرم شده را می‌خورند.

## تپه‌های موریانه‌ای و زندگی اجتماعی موریانه‌ها

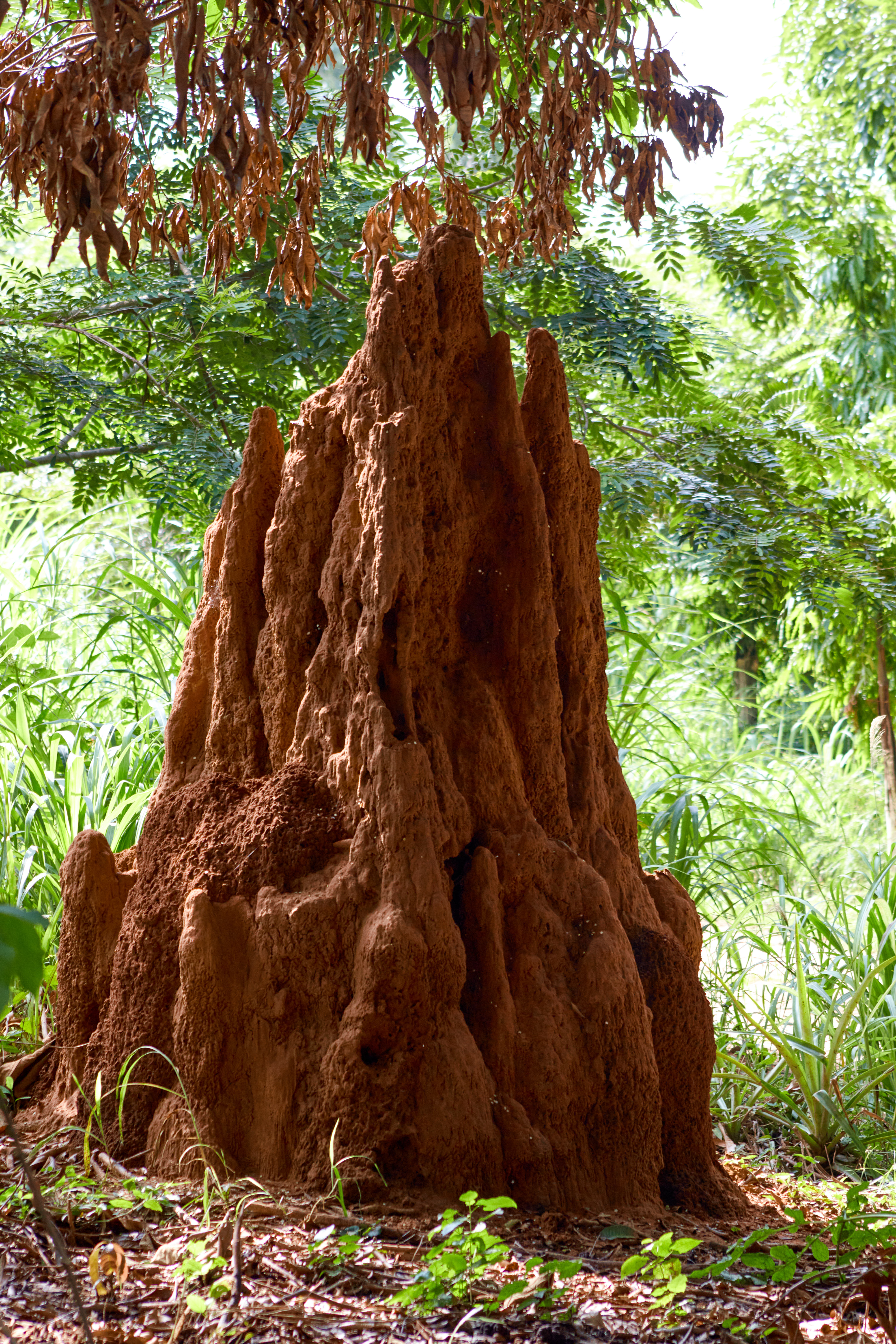
یک تپه موریانه‌ای

تپه‌های موریانه‌ای که توسط موریانه‌های تپه‌ساز ساخته می‌شوند ممکن است به شکل لکه‌های نمایانی در تمام نقاط دامنه‌های کوهستانی جنوب غربی دماغه امید دیده شوند. سطح هر تپه درست مانند سطح بیرونی مغز دارای برجستگی‌ها و شیارهای مخصوصی است. بزرگ‌ترین آن‌ها در حدود ۶۰ سانتیمتر بلندی دارد و پهنای قاعده آن نیز به ۶۰ سانتیمتر می‌رسد اگر یکی از آن‌ها را بشکافیم دیده می‌شود که داخل آن مانند اسفنج است و از تعداد زیادی اتاقک تشکیل شده که عرض هر کدام از آن‌ها ۲٫۵ سانتیمتر است و با دریچه‌های کوچک راه دارد.
گرچه در یک تپه موریانه‌ای بزرگ ممکن است بیش از ۵۰۰۰۰ موریانه زندگی کنند ولی داخل آن همیشه تمیز است. این تمیزی به این دلیل است که موریانه‌ها مدفوع خود را به منزله سیمان در ساختن دیواره‌های تپه و اتاقک‌ها بکار می‌برند و لاشه‌ها را نیز می‌خورند و مصرف می‌کنند. بیشتر ساکنان تپه حشرات کوچکی به طول ۵ میلیمتر هستند که سرهایی سفید و بدنی به رنگ خاکستری تیره دارند. اینها کارگرها را تشکیل می‌دهند کارگرها ممکن است نر یا ماده باشند اندام تناسلی آن‌ها رشد نمی‌کند و فعالیتی ندارد و فقط اثری از آن باقی است. موریانه‌های کارگر کاملاً کورند و کارشان جمع‌آوری خوراک و رسیدگی به بچه‌ها و پرستاری از شاه و ملکه و شاهزاده هاست.
موریانه ملکه می‌تواند تا ۳۰۰۰۰ تخم در یک روز بگذارد. او توانایی حرکت ندارد و برای زنده ماندن کاملاً به موریانه‌های کارگر متکی است. بعضی از موریانه‌های ملکه می‌توانند تا ۵۰ سال زندگی کنند که از طول عمر همه حشرات دیگر بیشتر است. افراد دیگری که در حدود یک دهم ساکنان تپه را تشکیل می‌دهند و با کارگران تفاوت دارند سربازها هستند که رنگشان زرد و سرشان بیضی شکل است و یک جفت آرواره بلند و نوک تیز دارند که سلاح آن‌ها را تشکیل می‌دهد کار آن‌ها دفاع در برابر هجوم دشمنان خارجی است. سربازها در کار کارگرها شرکت ندارند ولی همیشه برای حمله به دشمنانی که می‌خواهند به زور وارد جایگاه آن‌ها شوند آماده‌اند. بزرگ‌ترین دشمن موریانه‌ها، مورچه‌ها هستند که اگر آن‌ها را بگیرند فوراً می‌کشند و لاشه‌شان را برای تغذیه به لانه خود می‌برند.

## تغذیه
موریانه‌ها اکثراً از مواد حاوی سلولز مانند گیاهان، میوه‌ها، چوب و … تغذیه می‌کنند اما می‌توانند برای رسیدن به این مواد از موانعی که سلولز ندارند نیز عبور کرده و با آرواره‌های قوی خود می‌توانند از موانع محکمی همچون بتن نیز عبور کنند، در موریانه‌ها همنوع خواری نیز دیده شده است.

## لانه‌سازی
در مناطق مدارگانی، بسیاری از موریانه‌ها لانه‌سازی می‌کنند. لانه‌هایی به صورت تپه‌ها و گنبدها که حدود ۲۰ متر وسعت و ارتفاعی شاید بیشتر از ۱۰ متر از سطح زمین دارند. برخی دیگر از موریانه‌ها درخت آشیان هستند، یعنی آشیانه‌هایی به اندازه‌های گوناگون معمولاً به بزرگی یک توپ بستکبال، بر فراز درختان می‌سازند. موریانه‌ها در داخل چنین آشیانه‌هایی خود را از خطر حمله پرندگان، سوسمارها، عنکبوتها و مورچهها مصون می‌دارند.
آشیانه برخی از موریانه‌های آفریقایی مانند چتر است، طوری‌که آب باران به اطراف آن سرازیر می‌شود. دسته‌ای دیگر از موریانه‌ها، لانه خود را به گونه‌ای می‌سازند که دمای درون آن هماهنگ‌پذیر گردد. لانه و آشیانه سازی موریانه‌ها نمونه شگرفی از کار غریزی است. این کار بر عهده کارگران نوزاد نهاده شده است. چرا که کارگران تازه تولد یافته هیچگاه در لانه پدر و مادر خود زیست نمی‌کنند و در نتیجه راهی برای آموختن لانه‌سازی ندارند.